# 9K720伊斯坎德爾飛彈
9K720伊斯坎德爾導彈（羅馬化："Iskander"；北约代号 SS-X-26岩石【Stone】）是俄羅斯發展的短程彈道導彈及中程弹道导弹，射程短但是極力突出突破反導攔截系統的能力。2018年初訊息表明已經有120個伊斯坎德爾導彈營部署在對北約方向。

## 概觀
導彈為单级固体燃料、全程制导，起飞重量3.8吨，有效载荷380公斤，出口為E型(射程280公里)、俄用版為M型(射程500公里)，命中精度半徑约为30米，有景象匹配和慣性、衛星制導聯合使用，彈頭可裝填集束子母弹（54枚子弹）、高爆弹、侵彻鑽地彈、电磁脉冲弹、空气燃烧弹。其彈頭外形似锥体，起飞后迅速抛掉表面突出部分，弹体更加光滑，降低了雷达波反射面积從而有反攔截突防能力。同一發射車上還能發射巡航導彈，所以伊斯坎德爾其實是一種導彈系統組合，當同時發射彈道與巡弋兩種特性相異彈時能提高突防機率，讓敵方系統無法兼顧。
在野外条件下導彈車可以三年不需保養，电磁干扰等环境下仍可工作，战斗中只需3人就可在四分鐘完成發射，2005年起俄军开始在陆军装备伊斯坎德尔。2006年底第一个导弹营在北高加索军区卡普斯丁亚尔陆军导弹兵第60战斗使用训练中心组建完成。

## 戰史

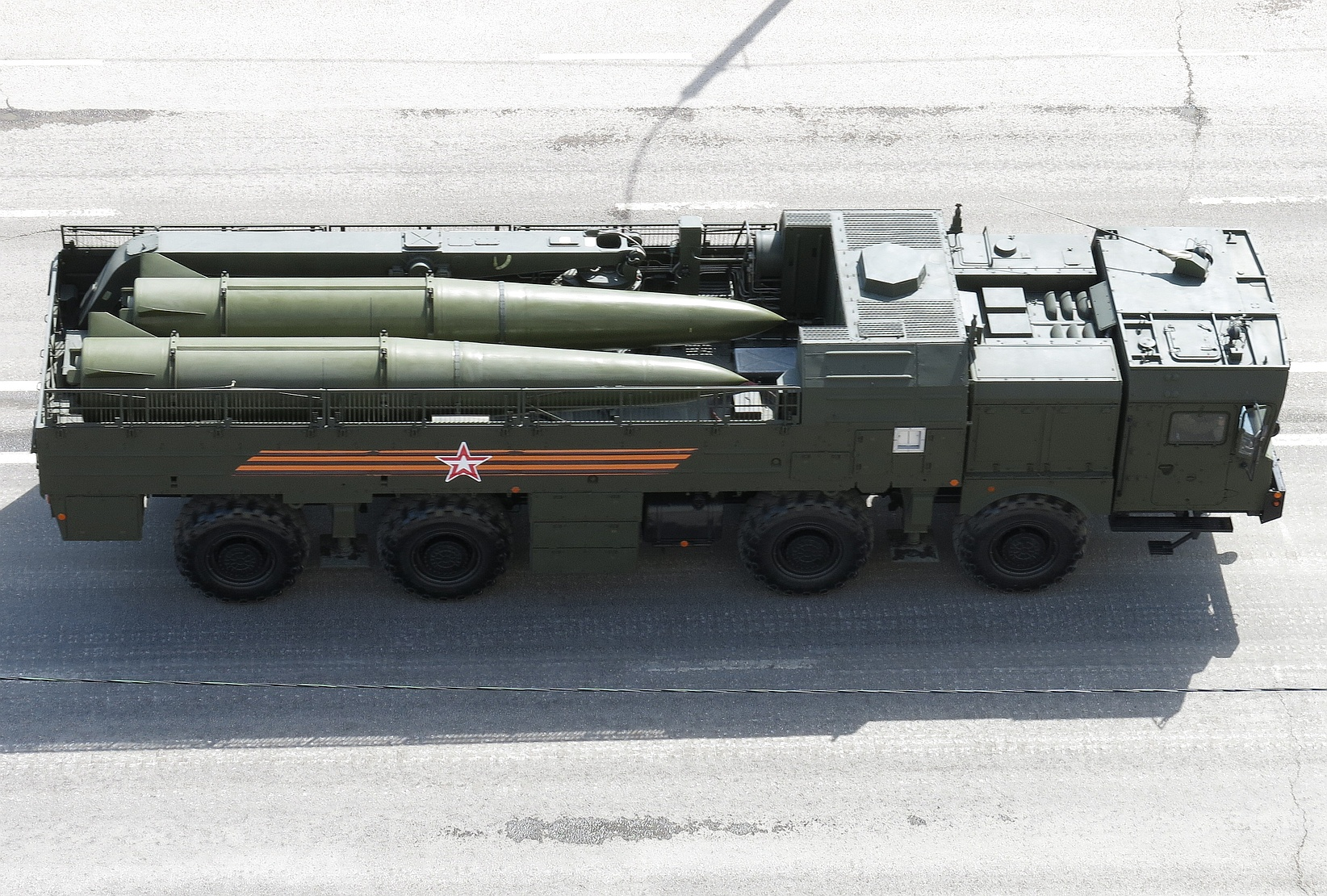
载有伊斯坎德尔导弹的9T250-1移动发射车

### 俄羅斯
2008年8月12日，在俄羅斯入侵格魯吉亞期間，俄軍發射伊斯坎德爾-M導彈，轟炸格魯吉亞城市哥，並炸死一名荷蘭戰地記者。及後，荷方就此進行調查，證實是次攻擊為此型導彈首次於實戰中應用。
因應俄羅斯決定介入敘利亞內戰，俄軍於翌年起將最少一套伊斯坎德爾系統在敘利亞境內。而在2017年2月，俄軍據報發射四枚此型導彈，擊中敘國反對派位於伊德利卜省的軍事目標。
2022年2月24日，俄羅斯向烏克蘭發動全面入侵，俄軍發射大量伊斯坎德爾導彈及其他巡航導彈，命中烏克蘭相關軍事基地及機場設施。及後，俄軍多次使用同款導彈，向烏克蘭主要城市實施攻擊（例如同年10月10日對烏克蘭多個城市的導彈攻擊）。自2023年中起，隨著西方國家向烏克蘭提供各種防空系統，烏軍聲稱成功攔截少數伊斯坎德爾導彈。
2024年3月9日，俄罗斯国防部公布在伊斯坎德尔-M战术导弹在攻击中摧毁了顿涅茨克人民共和国波克罗夫斯克地区的S-300防空导弹系统，视频中可以看到有3套防空导弹系统被摧毁。稍后有消息人士表示，在顿涅茨克人民共和国波克罗夫斯克地区被伊斯坎德尔-M导弹摧毁的防空导弹系统中有2套是爱国者防空导弹系统。
2024年3月俄罗斯陆军在尼卡诺里夫卡村附近使用伊斯坎德爾飛彈攻击及全損了一部HIMARS系统，该村位于当前前线以西25至30英里处，位于被占领的阿夫迪夫卡镇西北部和俄罗斯控制的巴赫穆特西南部。乌克兰议会国家安全、国防和情报委员会秘书罗曼·科斯坚科表示，这是一年半多来首次失去HIMARS，需要进行彻底调查。

### 亞美尼亞
2020年9月尾，亞美尼亞與阿塞拜疆爆發第二次納卡戰爭，期間據報亞方曾分別向舒沙及阿塞拜疆首都巴庫，分別發射兩枚伊斯坎德爾-E導彈，而阿方宣稱成功以闪电-8导弹將之攔截。及後，俄羅斯國防部事後發稿否認。

## 型号
- 伊斯坎德尔-K[24]- 亚音速巡航导弹
- 伊斯坎德尔-M[25]- 短程弹道导弹
- 伊斯坎德尔-E[26]- 外銷型號
- 伊斯坎德爾-1000[27]- 中程彈道導彈

## 外部連結
- SS-26 Stone @ Defense Update
- Infographics
- CSIS Missile Threat – SS-26 (Iskander) （页面存档备份，存于）